# Il bosco delle volpi impiccate
Il bosco delle volpi impiccate è un romanzo dello scrittore finlandese Arto Paasilinna. Libro edito nel 1983 (edizione WSOY, Helsinki), mentre in Italia ha la sua prima edizione per Iperborea nel 1996 (nel 2008, con la stessa casa editrice è alla decima edizione) e per Guanda nel 2003. Inizialmente il libro era stato edito come Il bosco delle volpi, poiché il titolo completo era stato ritenuto troppo forte, per poi successivamente riprendere il titolo completo.
Il libro è stato tradotto in molte lingue europee e asiatiche.

## Trama
Il protagonista di questa novella è Oiva Juntunen, gangster di professione, possessore di quattro lingotti d'oro, divenuti esclusivamente suoi a seguito dell'arresto dei suoi complici.
Juntunen si gode la vita fino al momento in cui scopre che presto saranno rilasciati i suoi complici, i quali, finalmente liberi, reclameranno la loro parte di bottino. Il gangster decide di fuggire lontano, per non cedere il suo oro a nessuno.
Comincia così un nuovo viaggio verso la Finlandia, nella profonda ed affascinante foresta lappone. Quando il protagonista si ritrova immerso nella natura, ecco che compare un nuovo personaggio che si affianca al gangster: si tratta di Sulo Remes, maggiore dell'esercito finlandese il quale, dopo anni di routine snervante e compilazione di scartoffie inutili, decide di concedersi un anno sabbatico.
I due finiscono insieme e si impegnano nella ricerca di pepite d'oro nei corsi fluviali. L'amicizia tra i due vivrà oscillazioni molto forti e diverrà massima quando si aggiungerà un nuovo personaggio nella loro tranquilla vita nel bosco: Naska Mosnikoff, la più anziana Skolt vivente, che riempirà la vita dei due con atteggiamenti amorevoli e rassicuranti.
Altro protagonista velato della novella è una giovane volpe che a intermittenza renderà più colorata la vita di questi tre personaggi.

## Edizioni in italiano
- Arto Paasilinna, Il bosco delle volpi impiccate, traduzione di Ernesto Boella; postfazione di Fabrizio Carbone, Iperborea, Milano 2015

## Adattamento per il cinema
Nel 1986 è uscito il film Hirtettyjen kettujen metsä, su sceneggiatura di Arto Paasilinna, regia di Jouko Suikkari.